# CONVIVIR
CONVIVIRは、1994年2月11日にコロンビア国防省令によって創設された住民の相互監視組織の国家プログラム。
コミュニティに治安をもたらし軍に情報調整をもたらすという成果が得られたと主張されていたが、しかし実際には厳密なそれら組織や作戦への監督もなされず、多くの構成員が民間人への暴力に関与していた。
1998年、ヒューマン・ライツ・ウォッチは、「中マグダレナや南チェザール地域のCONVIVIRグループがよく知られた準軍組織に指揮されており、ゲリラのシンパと看做されたり共同グループへの参加を拒否したコロンビア人を暗殺すると脅迫している、という現状について信頼できる証拠を得ている」と声明した。。
多くの政治的議論の末、1997年9月コロンビア憲法裁判所はCONVIVIRが機密情報を集めること及び軍事レベルの武器の携行は禁止されるべきであるとの決定を表明した。その他の規制によりCONVIVIRに対する法的な監督が強化されることが含まれたため、1998年の初めには武器や人員に関して収集した情報を供出しなかった数十のCONVIVIRグループは資格を停止されることになった。これらの手段によりいくつかは武器を提出し解散するものもみられた。そのほかのグループは応ぜず、AUCのような準軍組織に合流した。